# Hagiomantis pallida
Hagiomantis pallida är en bönsyrseart som beskrevs av Max Beier 1942. Hagiomantis pallida ingår i släktet Hagiomantis och familjen Liturgusidae. Inga underarter finns listade i Catalogue of Life.